# The Washington Free Beacon
Washington Free Beacon es un sitio web de periodismo político estadounidense lanzado en 2012,   el cual ha realizado reportajes periodísticos que han desencadenado sucesos políticos y académicos, como la renuncia de la presidente de la universidad de Harvard.

## Historia
Free Beacon fue fundado por Michael Goldfarb, Aaron Harrison y Matthew Continetti. Se lanzó el 7 de febrero de 2012 como un proyecto del Centro para la Libertad Estadounidense, un grupo de conservador inspirado en el liberal Centro para el Progreso Estadounidense.
El sitio es conocido por sus reportajes conservadores, con la intención de publicitar historias e influir en la cobertura de los principales medios de comunicación, y sigue el modelo de sus homólogos liberales en los medios como Think Progress y Talking Points Memo. El sitio tiene lazos con personajes del ala neoconservadora del Partido Republicano. 
Jack Hunter, miembro del personal de la oficina del senador Rand Paul, renunció en 2013 después de un informe de Free Beacon que detallaba su pasado como un locutor de radio pro secesionista conocido como el "Vengador del Sur".
La publicación también publicó varias historias sobre la exitosa defensa legal de Hillary Clinton en 1975 de un acusado de violación de niños que atrajo la atención de los medios nacionales.
De octubre de 2015 a mayo de 2016, Washington Free Beacon contrató a Fusion GPS para realizar una investigación de la oposición sobre "múltiples candidatos" durante las elecciones presidenciales de 2016, incluido Donald Trump. Free Beacon dejó de financiar esta investigación cuando Donald Trump consiguió la nominación republicana. Más tarde, y ya sin relación con el Free Beacon, Fusion GPS contrataría al ex oficial de inteligencia británico Christopher Steele y produciría el expediente Steele que falsamente alegaba vínculos entre la campaña de Trump y el Kremlin. Paul Singer, un multimillonario y administrador de fondos de cobertura, que es un importante donante de Free Beacon, dijo que no estaba al tanto de este expediente hasta que fue publicado por BuzzFeed News en enero de 2017.  El 27 de octubre de 2017, Free Beacon reveló públicamente que había contratado a Fusion GPS y declaró que "no tenía conocimiento ni conexión con el expediente Steele, no pagó por el expediente y nunca tuvo contacto ni conocimiento de, ni proporcionó pago por cualquier trabajo realizado por Christopher Steele". 
En 2022, un artículo de Free Beacon escrito por Patrick Hauf acusó a la administración del presidente Joe Biden de planear utilizar dólares federales para financiar equipos para fumar de forma segura que incluían pipas de crack, como parte de una iniciativa de reducción de daños ;  Esto provocó indignación entre los republicanos en el Congreso, algunos de los cuales propusieron un proyecto de ley para prohibir al gobierno federal financiar parafernalia de drogas.  El Washington Post informó más tarde que, según un portavoz del Departamento de Salud y Servicios Humanos de los Estados Unidos, "Hauf llegó a una conclusión que no estaba justificada" porque, si bien los equipos para fumar seguros estaban destinados a reducir el riesgo de fumar "cualquier sustancia ilícita", la agencia que financia el programa "no especificó los elementos de los equipos, sólo los parámetros"; por lo tanto, aunque estos kits para fumar a menudo incluyen pipas de crack y (según un portavoz de la Drug Policy Alliance entrevistado para el artículo del Washington Post ) algunos de los grupos que planeaban solicitar la financiación habían asumido que sus equipos también las incluirían, no estaba claro que la agencia tenía la intención de incluirlos. 
En mayo de 2019, Eliana Johnson dejó Politico para convertirse en editora jefe. 
En 2023 y 2024, The New York Times atribuyó repetidamente al Free Beacon el mérito de haber publicado, junto con Christopher Rufo, y posteriormente ampliado, un reportaje sobre las acusaciones de plagio contra la presidenta de Harvard, Claudine Gay,  quien dimitió poco después.   El Washington Post describió los reportajes del Free Beacon como una “gran victoria."

## Recepción
Jim Rutenberg de The New York Times describió el estilo informativo del Free Beacon como de "alegre evisceración". 
Ben Howe escribió en The Daily Beast que The Washington Free Beacon se estableció "como una fuente creíble de periodismo conservador con profundas inmersiones de investigación y denuncias sobre el dinero en la política”.  McKay Coppins en Columbia Journalism Review escribió en septiembre de 2018 que, si bien el sitio web contiene "una buena cantidad de trolling... también se ha ganado una reputación de periodismo real... Si una prensa partidista es realmente el futuro, podríamos hacerlo peor que el Free Beacon". 
Jeet Heer escribió en The New Republic : "Gran parte de la prensa conservadora es terrible, pero Free Beacon es muy superior […] A diferencia de otros sitios web conservadores comparables, Free Beacon se esfuerza por realizar informes originales. Su compromiso al periodismo debería ser bienvenido por los liberales".  En 2015, Mother Jones escribió positivamente sobre Free Beacon, comentando que es mucho mejor que los medios conservadores contemporáneos como The Daily Caller .  Ese mismo año, el Washingtonian escribió que "el énfasis ' The Beacon en la recopilación de noticias lo distingue entre las publicaciones orientadas a la derecha".
Ben Smith escribió en BuzzFeed News que Free Beacon era "alternativamente paródico y serio como un servicio de noticias" y había "publicado importantes noticias políticas.” Smith continuó diciendo que las noticias duras ' Free Beacon lo diferenciaban de otros medios conservadores que se centraban en la opinión o no producían un periodismo que cumpliera con los estándares convencionales.